# Kościół św. Bartłomieja we Wrahowicach
Kościół św. Bartłomieja we Wrahowicach (czes. Kostel sv. Bartoloměje) – kościół parafialny we Wrahowicach w Czechach.
Kościół zbudowano w XIX wieku w stylu barokowym, a jego konsekracja miała miejsce w 1836. Pod koniec XIX wieku zakończono dekorację kościoła. Kościół św. Bartłomieja we Wrahowicach jest chroniony jako narodowy zabytek kultury Republiki Czeskiej.